# Henri Vincenot
Pour les articles homonymes, voir Vincenot.
Henri Vincenot, né le 2 janvier 1912 à Dijon et mort dans la même ville le 21 novembre 1985, est un artiste, écrivain, peintre et sculpteur français.

## Biographie
Né à Dijon 8 rue des Perrières, dans le quartier cheminot près de la gare, Henri Vincenot passe son enfance dans une famille d'employés du chemin de fer. Son père est dessinateur-projeteur à la Voie, dans les bureaux du PLM (ligne de Paris-Lyon à Marseille) en gare de Dijon. Son arrière-grand-père paternel, d'abord compagnon-forgeron à Châteauneuf, s'était engagé comme mécanicien de locomotives à vapeur au dépôt de Dijon. Son grand-père maternel était compagnon-sellier-bourrelier. Ses deux grands-pères Compagnons-Passants-du-Devoir l'initient à l'esprit compagnonnique. Enfant, il est atteint d'une pleurésie et est envoyé 2 ans en vacances d'été en bord de mer, à Binic en Bretagne.

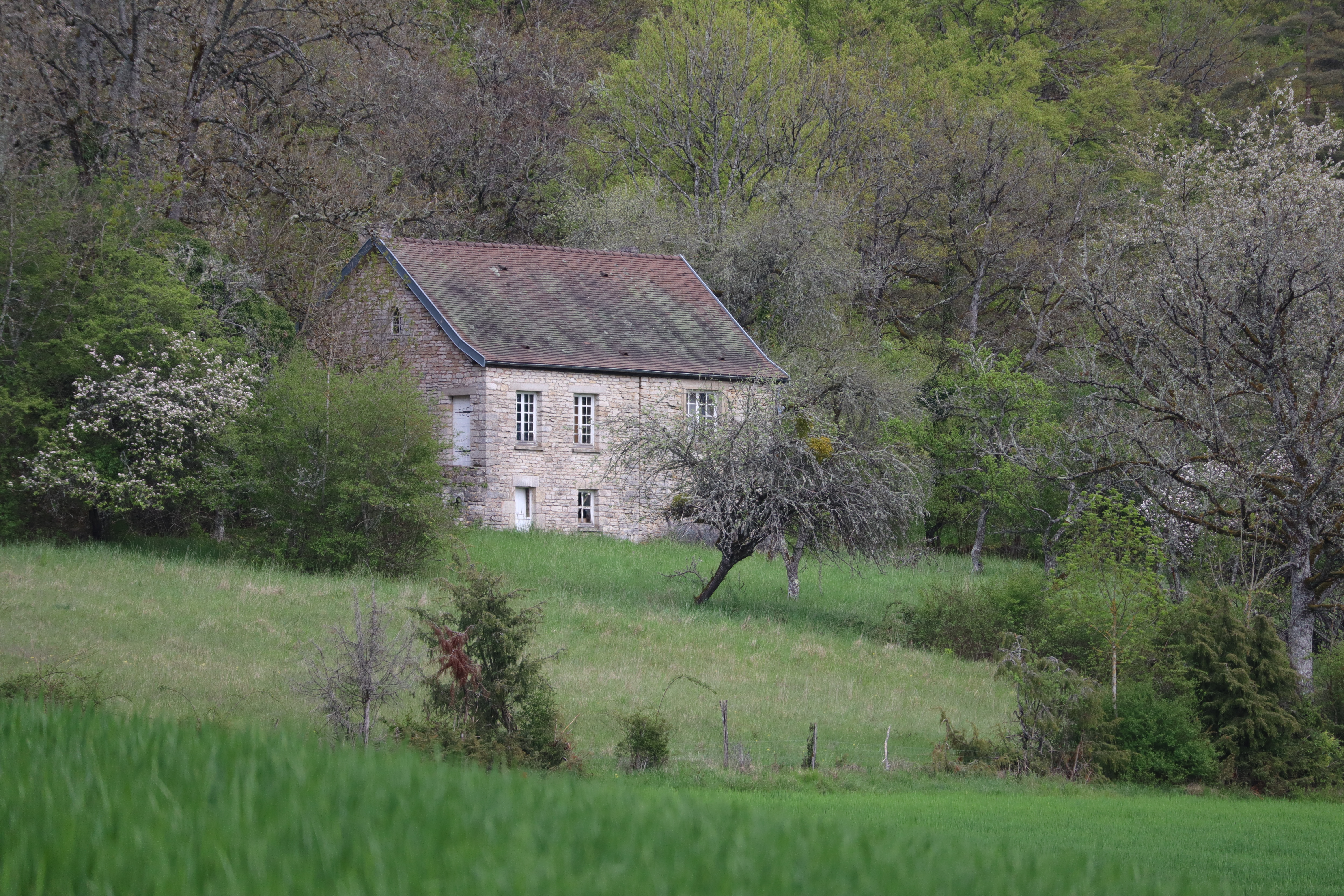
La Peurrie.

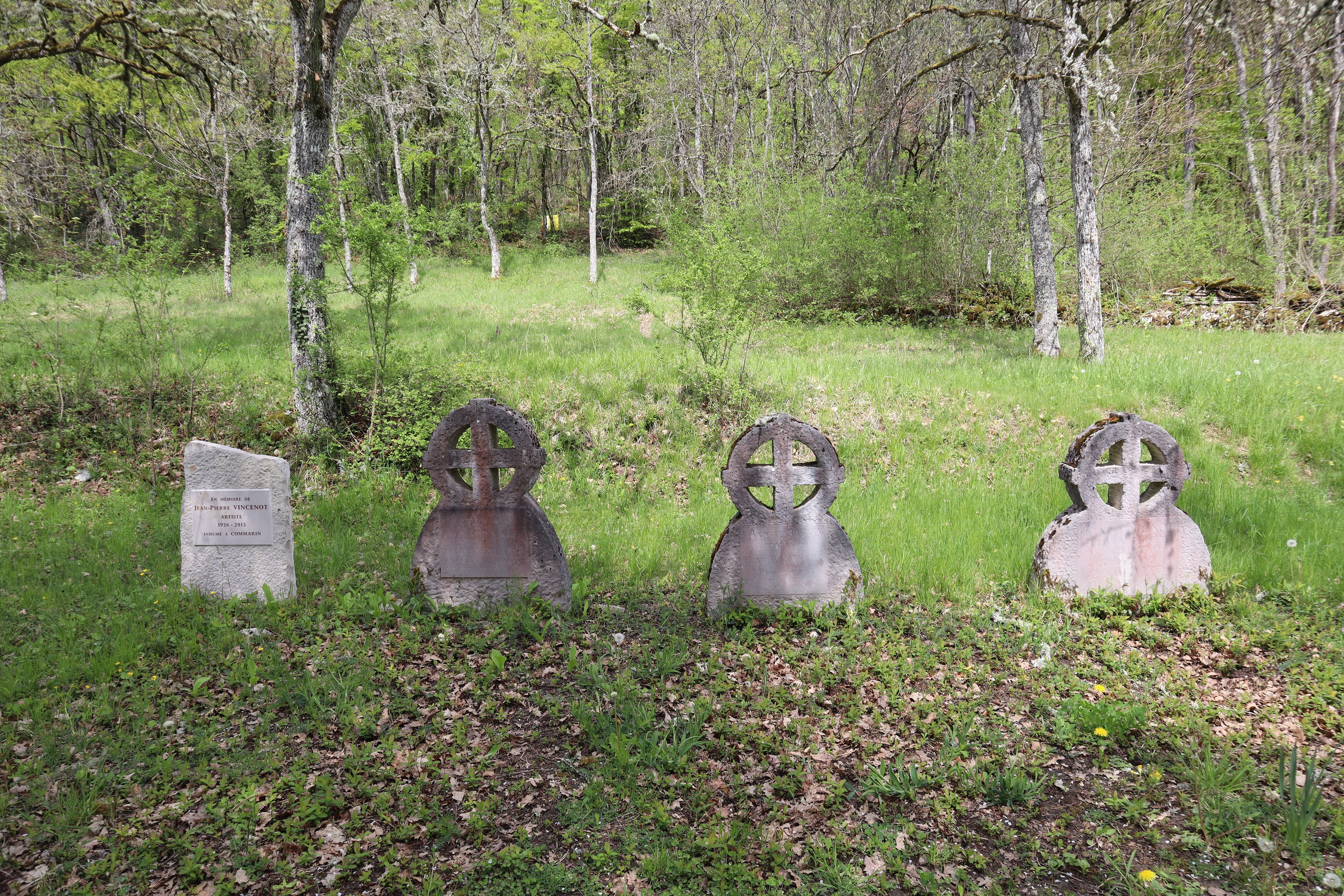
Stèles de Jean-Pierre, François, Andrée et Henri Vincenot à la Peurrie.

Il passe ses vacances d'enfant et d'adolescent chez ses grands-parents maternels à Commarin. Son grand-père Joseph (le Tremblot de La Billebaude, best-seller des années 1970-80) lui enseigne la vie de la nature, la faune, la flore, l'apiculture et la chasse (tous des thèmes de ses nombreux romans). Lors d'une battue au sanglier, le jeune Vincenot (17 ans) s'égare en pleine forêt et découvre un petit hameau en ruines : il se jure qu'un jour il le fera renaître et y finira sa vie. Il s'agit du lieu-dit la Peurrie (ou Pourrie, ou Peût riot : petit ruisseau, en patois bourguignon). Avec son épouse et ses enfants, il tiendra parole et parlera de cette aventure comme de « la folie de [sa] vie jusqu'à [sa] mort ». Il rachètera les parcelles de ce hameau et consacrera toutes les vacances avec sa famille à le restaurer.
Après des études secondaires au lycée Saint-Joseph de Dijon, il intègre l'ESC de Dijon où il rencontre Andrée Baroin qui deviendra sa femme. Parallèlement, il étudie le piano, fréquente les Beaux-Arts (sculpture, dessin, peinture) et le Conservatoire (Théâtre). Il est reçu au concours d'entrée à HEC à Paris en 1930.
En 1933, Henri part pour le Maroc pour y effectuer son service militaire. Il y trouvera l'inspiration pour son roman Le Sang de l'Atlas. Blessé lors d'une embuscade dans le Haut-Atlas, il séjourne en maison de convalescence à Salé où il réalisera de nombreux croquis et aquarelles.
À son retour en France, il entre au P.L.M. au titre d'ingénieur à Louhans et à Saint-Jean-de-Losne. Mais le travail de bureaucrate ne lui plaît guère. Il réalise alors un reportage sur le transport et l'expédition des poulets de Bresse, à Notre métier, journal ferroviaire parisien. Cela lui ouvrira plus tard les portes du journalisme.
En 1936, il épouse Andrée Baroin (personnage récurrent dans plusieurs romans sous divers prénoms très symboliques), qui fut l'unique amour de sa vie. En 1944, il est arrêté par la Gestapo à Dijon. Blessé, il s'échappe du QG de celle-ci et se cache dans les bois de la Montagne bourguignonne jusqu'à la Libération.
Le jeune couple aura quatre enfants : Jean-Pierre, Marie-Claudine, François et Denis, mais la surdité du fils aîné oblige la famille à s'installer en 1945 à Paris, pour être proche d'un institut spécialisé. Ils y restent vingt-cinq ans, au cours desquels Henri fait du journalisme comme reporter, rédacteur et illustrateur à La Vie du Rail. Il y publie notamment des récits touristiques et culturels de parcours sur différentes lignes ferroviaires françaises : les voyages du professeur Lorgnon. Parallèlement, il met en scène ses pièces de théâtre et réalise plusieurs expositions de peinture. Il est également passionné de rugby et y joue avec ses fils et gendre et aussi un ami : Haroun Tazieff. En 1951, après le Prix du Théâtre Universitaire et Amateur décerné à sa pièce Ceux du vendredi, les éditions Denoël lui proposent un contrat pour sept romans. Le premier, Je fus un saint, est publié en 1952.
Henri Vincenot prend sa retraite en 1967 et s'installe à Commarin, village de vacances de son enfance, où il écrit ses ouvrages les plus connus. Il continue à peindre, à dessiner, à sculpter, tout en jardinant, en s'occupant de son troupeau de moutons et en entretenant le hameau perdu. Ce chantier, qu'il considère comme le Grand Œuvre de sa vie, est le symbole du retour à la terre de ses ancêtres, loin des turbulences de la vie concentrationnaire des villes, dans une nature sauvage où la vie est belle et simple (lieux répertoriés par les services de la DRAC).
Il est révélé au grand public en 1976 par Bernard Pivot dans l'émission Apostrophes.
En janvier 1984 sa femme Andrée meurt d'une hémorragie cérébrale, laissant un conjoint inconsolable.
Henri Vincenot meurt l'année suivante, en 1985, d'un cancer du poumon. Il repose, dans son hameau ressuscité, sous une croix celtique aux côtés de sa femme et de son fils François.
Ce dernier était restaurateur et père de cinq enfants. Son fils Jean-Pierre, diplômé de l’École Boulle, fut maquettiste pour les ateliers d'urbanisme de la Ville de Paris. Son autre fils Denis fut policier à la brigade des stupéfiants à Dijon. Sa fille Claudine fut professeur de lettres pendant 15 ans au Maroc et soutint une thèse sur Gérard de Nerval. Depuis le décès de ses parents, elle s'occupe de la conservation de l’œuvre de son père et écrit.
Henri Vincenot a donné son nom au collège et au lycée polyvalent de Louhans en Saône-et-Loire, ainsi qu'au Collège de Chalindrey au sud de la Haute-Marne.

## Thématiques
- Si vous ne connaissez pas le sujet, laissez ce bandeau (vous pouvez alors contacter les auteurs).
- Si vous supprimez le contenu mis en cause (vous pouvez préalablement contacter les auteurs),

argumentez précisément cette suppression dans la page de discussion
(un manque de référence n'est pas un argument ; une recherche réelle de référence doit avoir été effectuée, être formellement documentée).
L'œuvre d'Henri Vincenot est  marquée par son attachement à la Bourgogne. Il remet en valeur les anciennes pratiques païennes celtiques, tout en montrant qu'elles sont intégrées dans la culture populaire catholique. Ses personnages, souvent truculents, parlent un langage fortement imprégné de bourguignon qui, d'après Vincenot, dérive tout droit du celtique.
Les romans d'Henri Vincenot ne peuvent cependant le placer dans le groupe des écrivains du terroir tels que ceux de l'école dite de Brive. En effet, il développe dans chaque œuvre une réflexion sur la tradition, la civilisation, l'Histoire, qui ouvrent ses perspectives bien au-delà de la seule réalité bourguignonne qu'il se plaît tant à décrire. Henri Vincenot s'est fait le chantre de la civilisation lente, cette manière de vivre antérieure aux chemins de fer et à l'automobile. Certains de ses romans quittent l'univers bourguignon pour la Bretagne ou le Maroc. Il se situe dans une perspective ruraliste (de défense de la ruralité).
Une autre partie de son œuvre, non moins importante, est consacrée aux chemins de fer, qui constituent son univers familial, univers dans lequel il a grandi à Dijon. Il a également écrit plusieurs pièces de théâtre, dont Ceux du vendredi qui obtint, en 1951, le prix du « Théâtre Universitaire et Amateur », prix qui lui ouvre les portes de l'édition grâce à Robert Kanters. Il a publié un livre de poèmes : Psaumes à Notre-Dame, en faveur de notre fils Jean-Pierre.

## Œuvres littéraires

### Ouvrages
- Je fus un saint (1953). Roman en compétition pour le prix Goncourt 1953.
- Walther, ce boche mon ami (1954). Walther Linss était un soldat allemand, par la suite professeur de français, d'anglais et d'histoire à Francfort-sur-le-Main, passionné par les Celtes, avec qui Vincenot se lia d'amitié pendant la guerre[8],[9].
- La Pie saoule (1956) [rééd. Denoël poche 1976, Omnibus 2003].
- Les Chevaliers du chaudron (1958) [rééd. Denoël poche 1976. Gallimard Folio 1981. Omnibus 2003].
- Les Yeux en face des trous (1959).
- À rebrousse-poil (1962).
- Pierre, le chef de gare, éd. Nathan, 1967.
- La Princesse du rail, éd. Denoël, 1969, écrit pour la télévision.
- Les Voyages du professeur Lorgnon, N.M., 1967. Réédité en 2 vol. en 1983 chez Denoël. (Chroniques sur la France et les Français) puis en 2003 dans « Les Livres du Rail » dans la collection Omnibus.
- Robert le boulanger, éd. Nathan, 1971.
- Le Pape des escargots (1972), Prix Sully-Olivier-de-Serres. Prix Renaissance des lettres 1979[10]. Adapté à la télévision en 1979.
- Le Sang de l'Atlas, éd. Denoël, 1975.
- La Vie quotidienne dans les chemins de fer au XIXe siècle, éd. Hachette, 1975. Bourse Goncourt et Prix de la revue indépendante
- La Vie quotidienne des paysans bourguignons au temps de Lamartine, éd. Hachette, 1976. Réédition en 2000 sous le titre Hommes et terres de Bourgogne.
- Locographie (1976).
- La Billebaude, éd. Denoël, 1978. Son plus grand succès.
- Psaumes à Notre-Dame en faveur de notre fils, poèmes, éd. Denoël, 1979.
- Famille Vincenot : La Cuisine de Bourgogne.
- Terres de mémoire, livre d'entretiens, éd. Delarge, 1979.
- L'Âge du chemin de fer, éd. Denoël, 1980.
- Mémoires d'un enfant du rail, éd. Hachette, 1980. Réédité sous le nom : Rempart de la Miséricorde, éd. Anne Carrière
- Les Étoiles de Compostelle, éd. Denoël, 1982.
- Les Canaux de Bourgogne (1982).
- L'Œuvre de chair (1984).

### Publications posthumes
Préfacés par Claudine Vincenot
- Le Maître des abeilles : chronique de Montfranc-le-Haut, éd. Denoël, 1987.
- Le Livre de raison de Glaude Bourguignon, éd. Armançon-Denoël, 1987, 1989.
- Le Maître du bonheur. Mon père Henri Vincenot, par Claudine Vincenot, éd. Anne Carrière, 1995.
- Récits des friches et des bois, éd. Anne Carrière, 1997.
- Du côté des Bordes, éd. Anne Carrière, 1998 (premier titre "Les vaches", 1941)
- Nouvelles ironiques, éd. Anne Carrière, 1999.
- Toute la Terre est au Seigneur, éd. Anne Carrière, 2000.
- Les Livres de la Bourgogne, éd. Omnibus, 2000, ré éd. 2012.
- Le Peintre du bonheur, une promenade littéraire dans l’œuvre peint et sculpté d’Henri Vincenot, par Claudine Vincenot, éd. Anne Carrière, 2001.
- Les Livres du rail, éd. Omnibus, 2003.
- Henri Vincenot, la vie toute crue. Biographie, éd. Anne Carrière, Paris, 2006, 687 p., par Claudine Vincenot  (ISBN 978-2-84337-386-2).
- Prélude à l'aventure, éd. Anne Carrière, 2012  (ISBN 978-2-253-17474-5).

### Pièces de théâtre[11]
- 1952 : Ceux du vendredi, coupe Léo-Lagrange, premier prix du concours national du théâtre universitaire et amateur. Diffusée le 8 mai 1953 par la Radiodiffusion française.
- 1953 : La Main enchantée, farce jouée une seule fois par les Compagnons de Tivoli à salle de spectacle de la gare d'Austerlitz.
- 1955 : Par l'étoile et par le feu, pièce présentée par la troupe cheminote les Compagnons de Tivoli en 1957/58, mais non éditée.

### Ouvrages inédits non publiés[12]
- 1927 : Le Curé de Chavans. Roman.
- 1927-1934 : Carnets intimes, vol. 1-3.
- 1929 : La Vie amoureuse d'un enfant pauvre. Roman.
- Années 1930 : Ahmed. Roman.
- Années 1930 : L'Or du Hoddar. Roman.
- 1934 : Psychanalyse du patriotisme destinée à mes enfants. Étude inachevée.
- 1934-1947 : Notre vie. Cahiers intimes, A, B, C.
- 1935 : Eugénie et ses parents. Roman.
- 1936-1940 : Cabrioles secrètes. Poèmes.
- Vers 1940 : Les Pharisiens. Théâtre.
- 1941 : Les Vaches. Roman.
- V. 1944 : Sinistré Total. Roman.
- V. 1944 : Châtrer le début. Nouvelle. Reprise en 1948 et 1950.
- 1945 : Les Coups de Dieu. Théâtre.
- 1950 : L'Équipe, ou la folie de ma vie jusqu'à ma mort. Récit.
- 1950 : Escales pour un cadavre. Roman.
- 1950 : Je fus un infâme. Roman inachevé.
- 1950-1985 : Idées sur tout. Pensées.
- 1957 : Par l'étoile et par le feu.
- 1959-1969 : Graffitis. Poèmes.
- Années 1970-1980 : Psaumes de la quête de foi. Poèmes.
- 1984 : Répons de l'Étoile du matin. Poème.

## Œuvres artistiques

### Peintures et dessins[13]
Quelques réalisations :
- 1931-1932 : Carnet de route : croquis au crayons et à l'encre de Chine.
- 1932 : La rigole près de Commarin. 42 cm X 28 cm. Huile sur contre-plaqué.
- 1932 : La vallée du Bou-Régreg-Salé. 42 cm X 28 cm. Huile sur contre-plaqué.
- 1932 : La place d'Anvers et l'Accueil des étudiants. Aquarelle.
- 1941 : Baliveaux après la coupe.
- 1941 : Le campement.
- 1941 : Le bras vif.
- 1941 : Henri sculptant devant ses enfants. Crayon de couleur.
- 1945 : La rue basse. Commarin. 55 cm X 45 cm. Huile sur isorel.
- 1947 : Fresques de Santenay. Neuf toiles de 2,70 m X 4,30 m.
- 1948 : Paris, Le Val-de-Grâce. 46 cm X 38 cm. Huile sur contre-plaqué.
- 1948 : Paris, Gare de Lyon. 50 cm X 42 cm. Huile sur isorel.
- 1950 : Quai de Paris.
- 1950 : Paris, Quai d'Anjou. 50 cm X 42 cm. Huile sur isorel.
- 1952 : Paris, Le quai Henri IV. 65 cm x 54 cm. Huile sur toile.
- 1952 : Crucifixion. 99 cm X 129 cm. Huile sur isorel.
- 1954 : Paris, Le noyé. 56 cm x 47 cm. Huile sur isorel.
- 1955 : Echannay en automne. 74 cm X 61 cm. Huile sur toile.
- 1956 : Paris, Pont de Charenton. 66 cm X 55 cm. Huile sur isorel.
- 1959 : Une combe rêvée. Aquarelle.
- 1972 : Maroc, Juif du Drâa. 28 cm X 38 cm. Papier.
- 1972 : Maroc, Sidi Ahmed. 35 cm X 29 cm. Papier.
- 1975 : Le canal de Bourgogne. 55 cm X 46 cm. Huile sur toile.
- 1976 : Paysage d'Auxois. 66 cm X 55 cm. Huile sur isorel.
- 1978 : L'Hiver en Bourgogne.
- 1978 : édition illustrée du Pape des Escargots.
- 1978 : Retour de la chasse. 50 ex.
- 1978 : la vallée des Fermes au printemps. 74 cm X 61 cm. Huile sur toile.
- 1981 : La Bussière-sur-Ouche. 48 cm X 34 cm. Papier.
- 1981 : rue. Papier.
- 1981 : Dijon vu par Henri Vincenot. Catalogue d'exposition.
- 1981 : Dijon, la rue des Forges et Notre-Dame, dessin à la plume et à l'encre de Chine.
- 1981 : Dijon, place du Théâtre. 65 cm x 60 cm. Huile sur toile.
- 1981 : Dijon, place du Théâtre et rue de la Liberté. 62 cm X 47 cm. Huile sur toile.
- 1981 : Affiche de la 37ème édition de Saint-Vincent tournante à Pommard (tirage exécuté sur les presses de Jean Dupin à Beaune, d'après un dessin original).
- 1983 : Neige dans les monts de l'Arrière-Côte. Le chemin de Saint-Jean-de-Bœuf.
- 1984 : Le Réservoir (huile sur toile).

### Sculptures[14]
- 1934-1935 : La Mise au Tombeau. Six personnages, tilleul.
- 1938-1940 : La Crèche. Douze personnages, écorce de peuplier, polychromes.
- Crucifixion. Quatorze personnages.
- Petite Vierge couronnée.
- Saint Vincent avec ses outils, tilleul.
- Saint Vincent avec serpette.
- Saint Vincent avec crosse.
- Prophète tenant un livre. Polychrome.
- Prophète tenant un pain. Polychrome.
- Prophète à la barbe blanche. Polychrome.
- Vierge couronnée au livre, sapin, polychrome.
- Ces sculptures sont exposées au Musée de la Vie Bourguignonne Perrin de Puycousin, rue Sainte-Marthe à Dijon

### Expositions
- Henri Vincenot : Dessins - peintures, 20 septembre-19 octobre 1997, Palais ducal - Centre Culturel Jean Jaurès ; Préface de Jean-Louis Balleret et de Claudine Vincenot - Nevers : Ville de Nevers, Bibliothèque municipale de Nevers, 1997.
- Vincenot, 1912-1985, rétrospective, au musée de la Vie bourguignonne - Perrin-de-Puycousin, au musée d'Art sacré, à la Bibliothèque municipale de Dijon, du 23 juin 2012 au 24 septembre 2012.

## Décoration
Le 21 octobre 1978, le ministre de la culture Jean-Philippe Lecat lui a remis les insignes de commandeur de l'ordre des Arts et des Lettres.

## Adaptations de ses œuvres
- La Princesse du rail, série télévisée en noir et blanc de 26 épisodes de 13 minutes réalisée en 1967 par Henri Spade pour l'ORTF, adaptation du roman Les Chevaliers du chaudron. À la fin du dernier épisode, Henri Vincenot apparait à l'écran et se présente comme étant de la Vie du rail.
- Le Pape des Escargots, téléfilm en 3 parties réalisé en 1979 par Jean Kerchbron, adaptation du roman du même titre[15].
- En 2006, un court métrage réalisé par François Breniaux, Lune de Miel, voit le jour, adapté du dernier roman d'Henri Vincenot, Le Maître des abeilles.

## Entretiens et documentaire

### Émissions de radio et de télévision[16]
- 1975 : Radioscopie de Jacques Chancel.
- 26 février 1976 : Le Grand Échiquier avec Jacques Chancel.
- 25 mars 1977 : Apostrophes, "Dis, grand-père…". Présentation de son livre La Vie quotidienne des paysans bourguignons au temps de Lamartine.
- 19 mai 1978 : Apostrophes, "Itinéraires d'hommes". Présentation de La Billebaude.
- 19 octobre 1979 : Apostrophes, "la sensibilité gastronomique". Promotion de Cuisine Bourguignonne.
- 9 mai 1980 : Apostrophes, "les transportes". Promotion de son ouvrage Mémoires d'un enfant du rail.
- 4 juin 1982 : Apostrophes, "en route compagnons". Présentation des Étoiles de Compostelle.
- 30 novembre 1984 : Apostrophes, "recherche et filatures". Présentation de son livre L'Œuvre de chair.

### Documentaire
- En 2012, un reportage réalisé par France 3 Bourgogne-Franche-Comté, Henri Vincenot, l'homme qui voulait être heureux, avec la participation des enfants d'Henri Vincenot.